# Rob O'Gara
Rob O'Gara, född 6 juli 1993, är en amerikansk professionell ishockeyback som spelar för New York Rangers i NHL.
Han har tidigare spelat för Boston Bruins och på lägre nivåer för Providence Bruins i AHL och Yale Bulldogs (Yale University) i NCAA.
O'Gara draftades i femte rundan i 2011 års draft av Boston Bruins som 151:a spelare totalt.

## Statistik
| 2007–2008   | Long Island Royals Bantam Major | AYHL        | 27  | 1  | 6  | 7  | 22  | — | — | — | — | — |
| 2008–2009   | Long Island Royals U16          | AYHL        | 17  | 1  | 4  | 5  | 16  | — | — | — | — | — |
| 2009–2010   | Long Island Royals U16          | AYHL        | 33  | 8  | 17 | 25 | 48  | — | — | — | — | — |
| 2010–2011   | Milton Mustangs                 | ISL         | 30  | 2  | 7  | 9  | 22  | — | — | — | — | — |
| 2011–2012   | Milton Mustangs                 | ISL         | 24  | 5  | 20 | 25 | —   | — | — | — | — | — |
| 2012–2013   | Yale Bulldogs                   | NCAA        | 37  | 0  | 7  | 7  | 32  | — | — | — | — | — |
| 2013–2014   | Yale Bulldogs                   | NCAA        | 33  | 4  | 7  | 11 | 30  | — | — | — | — | — |
| 2014–2015   | Yale Bulldogs                   | NCAA        | 33  | 6  | 15 | 21 | 31  | — | — | — | — | — |
| 2015–2016   | Yale Bulldogs                   | NCAA        | 30  | 4  | 8  | 12 | 41  | — | — | — | — | — |
|             | Providence Bruins               | AHL         | 5   | 1  | 0  | 1  | 4   | — | — | — | — | — |
| 2016–2017   | Boston Bruins                   | NHL         | 1   | 0  | 0  | 0  | 0   | — | — | — | — | — |
| NHL totalt  | NHL totalt                      | NHL totalt  | 1   | 0  | 0  | 0  | 0   | — | — | — | — | — |
| AHL totalt  | AHL totalt                      | AHL totalt  | 5   | 1  | 0  | 1  | 4   | — | — | — | — | — |
| NCAA totalt | NCAA totalt                     | NCAA totalt | 133 | 14 | 37 | 51 | 134 | — | — | — | — | — |